# آرای، شیزوئوکا
آرای، شیزوئوکا (به لاتین: Arai) یک منطقهٔ مسکونی در ژاپن است که در ناحیه چوبو واقع شده‌است. آرای ۱۶٬۹۷۵ نفر جمعیت دارد.